# Erik Erikson
Erik Homburger Erikson (Frankfurt, 15 de junho de 1902 — Harwich, 12 de maio de 1994) foi um psicólogo do desenvolvimento e psicanalista teuto-americano conhecido por sua teoria sobre o desenvolvimento psicológico dos seres humanos. Ele cunhou a expressão crise de identidade.
Apesar de não ter diploma universitário, Erikson atuou como professor em instituições proeminentes, incluindo Harvard, Universidade da Califórnia, Berkeley, e Yale. Uma pesquisa da Review of General Psychology, publicada em 2002, classificou Erikson como o 12º psicólogo mais eminente do século XX.

### Principais obras
- Childhood and Society (1950)
- Young Man Luther: A Study in Psychoanalysis and History (1958)
- Insight and Responsibility (1966)[3]
- Identity: Youth and Crisis (1968)[4]
- Gandhi's Truth: On the Origins of Militant Nonviolence (1969)
- Life History and the Historical Moment (1975)[5]
- Toys and Reasons: Stages in the Ritualization of Experience (1977)[6]
- Adulthood (livro editado, 1978)[7]
- Vital Involvement in Old Age (com J. M. Erikson e H. Kivnick, 1986)[8]
- Erikson, Erik H.; Erikson, Joan M. (1997). The Life Cycle Completed extended ed. New York: W. W. Norton & Company (publicado em 1998). ISBN 978-0-393-34743-2

### Coleções
- Identity and the Life Cycle. Selected Papers (1959)[9]
- "A Way of Looking at Things – Selected Papers from 1930 to 1980, Erik H. Erikson" ed. por S. Schlein, W. W. Norton & Co, New York, (1995)